# Ривароло-Канавезе
Ривароло-Канавезе (італ. Rivarolo Canavese, п'єм. Rivareul) — муніципалітет в Італії, у регіоні П'ємонт,  метрополійне місто Турин.
Ривароло-Канавезе розташоване на відстані близько 550 км на північний захід від Рима, 30 км на північ від Турина.
Населення — 12 433 особи (2014).

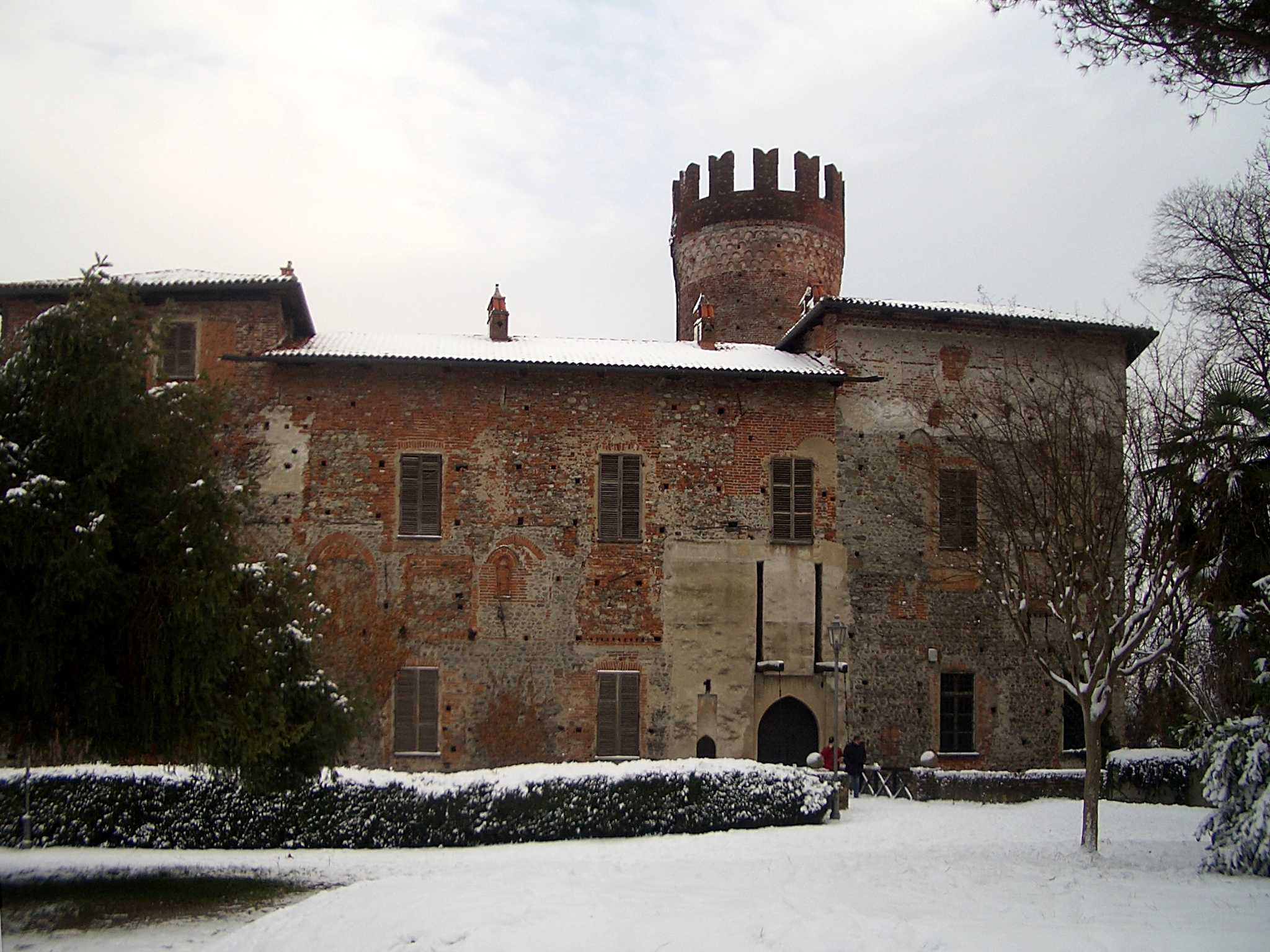

Щорічний фестиваль відбувається 25 липня. Покровитель — San Giacomo.

## Демографія
Населення за роками:

Станом на 1 січня 2023 року в муніципалітеті офіційно проживав 891 іноземець з 54 країн, серед них 424 громадяни країн Євросоюзу та 14 громадян України.

## Сусідні муніципалітети
- Босконеро
- Кастелламонте
- Чиконіо
- Фаврія
- Фелетто
- Ломбардоре
- Лузільє
- Ольяніко
- Оценья
- Риваросса
- Саласса